# Північна Саксонія
Північна Саксонія (нім. Nordsachsen) — район у Німеччині, у землі Саксонія. Підпорядкований адміністративному округу Лейпциг. Виник 1 серпня 2008 внаслідок реформи громад із колишніх районів Торгау-Ошац і Деліч. Центр району — місто Торгау.
Площа — 631,69 км². Населення — 197 444 осіб (на 31 грудня 2020). Густота населення — 236 осіб/км².
Офіційний код району — 14 2 80.

## Адміністративний поділ
Район складається з 11 міст і 19 громад (нім. Gemeinden).
Дані про населення наведені станом на 31 грудня 2020.
| Міста - Айленбург (15662) - Бад-Дюбен (7833) - Бельгерн-Шильдау (7647) - Дален (4189) - Деліч (24755) - Домміч (2426) - Мюгельн (5855) - Ошац (13917) - Тауха (15709) - Торгау (19768) - Шкойдіц (18287) | Громади - Арцберг (1874) - Байльроде (4122) - Вермсдорф (5218) - Відемар (5306) - Добершюц (4082) - Драйгайде (2118) - Ельсніг (1385) - Єзевіц (3090) - Кавертіц (2207) - Кростіц (4096) - Лаусіг (3620) | - Лебніц (2088) - Лібшюцберг (2958) - Мокрена (4976) - Наундорф (2224) - Раквіц (5317) - Троссін (1246) - Чепплін (2872) - Шенвелькау (2597) |